# 加特訥萬德山
47°23′9″N 10°49′12″E / 47.38583°N 10.82000°E

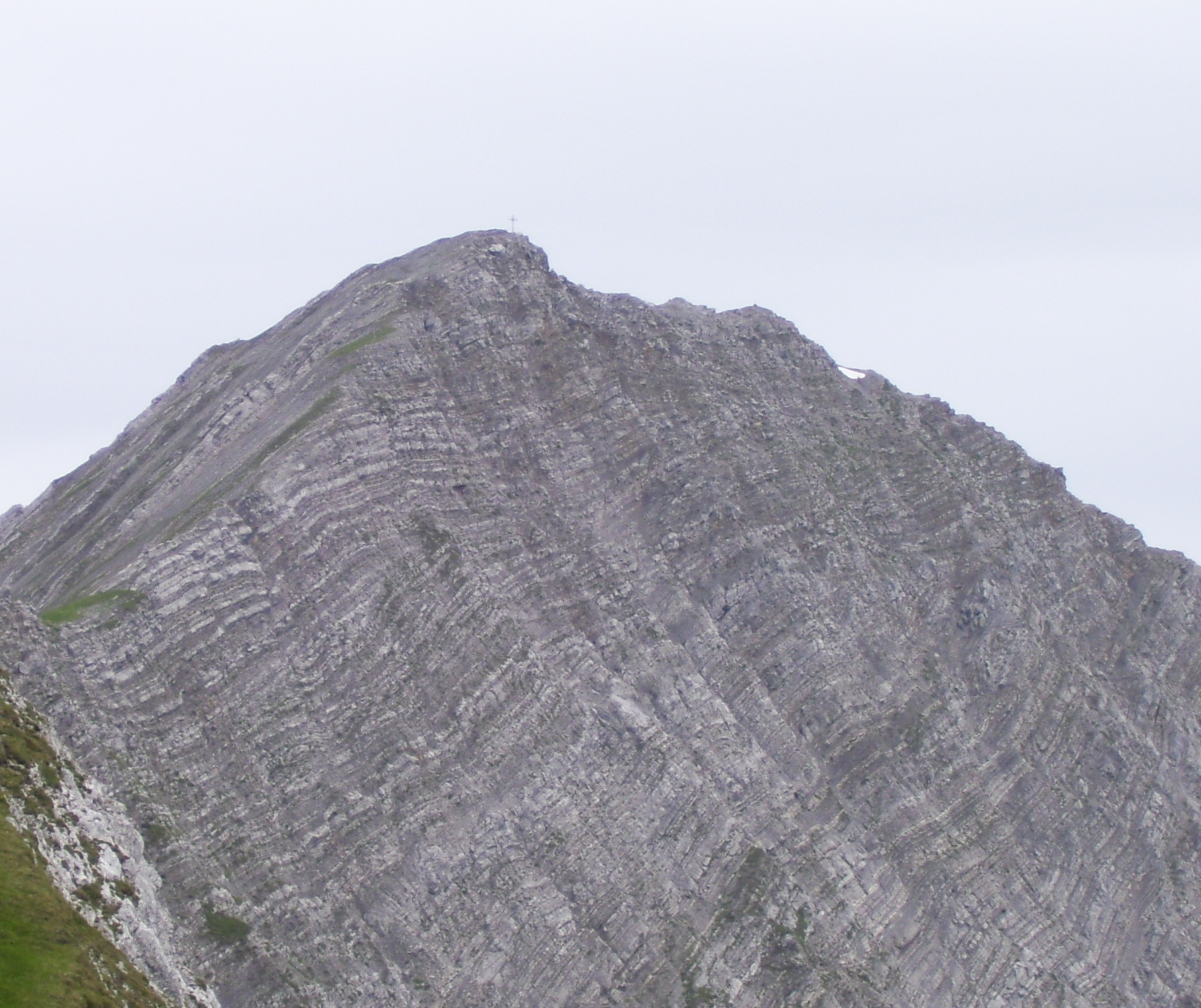

加特訥萬德山（德語：Gartnerwand），是奧地利的山峰，位於該國西部，由蒂羅爾州負責管轄，屬於萊希塔爾阿爾卑斯山脈的一部分，海拔高度2,377米，每年平均降雨量1,698毫米。